# Championnats d'Europe de beach-volley 2000
Navigation
Édition précédente Édition suivante
Les championnats d'Europe de beach-volley 2000, huitième édition des championnats d'Europe de beach-volley, ont eu lieu du 24 au 27 août 2000 à Bilbao, en Espagne. Ils ont été remportés par les Suisses Martin et Paul Laciga chez les hommes et par les Italiennes Laura Bruschini et Annamaria Solazzi chez les femmes.